# Meravigliosamente Patty
Meravigliosamente Patty è una raccolta della cantante italiana Patty Pravo, pubblicata il 9 aprile 2013.

## Descrizione
Si tratta di un triplo CD che raccoglie sia i successi dell'artista che altri brani più recenti o altri meno noti della sua carriera. Dalla collaborazione con gli Alunni del Sole sono inseriti nella raccolta un brano inedito di Paolo Morelli in napoletano, 'Na canzone, ed una rielaborazione del successo del gruppo partenopeo ...E mi manchi tanto.

## Tracce
CD 1
1. Old Man River – 2:35
2. Tripoli '69 – 3:32
3. Non, je ne regrette rien – 2:38
4. Non andare via – 4:45
5. Tutt'al più – 4:29
6. Canzone degli amanti (La chanson des vieux amants) – 4:30
7. Samba – Preludio – 3:44
8. Storia di una donna che ha amato due volte un uomo che non sapeva amare – 8:44
9. A modo mio (Comme d'habitude) – 4:24
10. Valsinha – 1:54
11. Miss Italia – 4:34
12. L'amore è tutto qui – 3:55
13. Non posso fare a meno di te "uappa" – 3:00

CD 2
1. Pazza idea – 4:46
2. Morire tra le viole – 3:47
3. Autobus – 3:27
4. Carezze tutti i giorni – 3:09
5. Incontro – 4:30
6. Assurdo – 5:11
7. Io ti venderei – 4:09
8. Sconosciuti cieli – 4:24
9. La mela in tasca – 2:55
10. Stella cadente – 4:07
11. Pensiero stupendo – 4:14
12. Bello mio – 4:23
13. Male bello – 3:43
14. Every Dream (Is a Bit of a Heartache) – 3:06
15. Por ti – 3:21
16. Sentimento – 2:46
17. Nosotros – 3:42

CD 3
1. Per una bambola – 3:20
2. Passeggiata – 2:50
3. Dolce una follia – 3:31
4. La viaggiatrice Bisanzio – 4:27
5. Cocci di chissà che cosa – 3:26
6. La vita – 4:19
7. Partenze – 4:02
8. Sogni – 4:48
9. Non ti bastavo più (Live) – 4:20
10. ...e dimmi che non vuoi morire – 4:14
11. Les étrangers – 5:07
12. E io arriverò un giorno là – 4:01
13. ...E mi manchi tanto – 3:45
14. Il vento e le rose – 3:46
15. Unisono – 4:01
16. La Luna (Bonus track) – 4:07
17. 'Na canzone (inedito) – 3:48